# Шовинизам
Шовинизам је претерани патриотизам и веровање у националну супериорност и славу. Док патриотизам и национализам могу представљати умерени понос, шовинизам је неумерен. Такође се може дефинисати као „ирационално веровање и убеђење у супериорност или доминацију сопственог народа“. Поврх тога, шовинисти свој народ виде као јединствен и посебан, док друге народе сматрају слабим и инфериорним.
Према легенди, француски војник Никола Шовен је тешко рањен у Наполеоновим ратовима. Добијао је пензију за заслуге у ратовима, мада то није било довољно за живот. Након што је Наполеон абдицирао, Шовен је остао фанатични Бонапартиста, упркос непопуларности таквог гледишта у периоду Бурбонске рестаурације Француске. Његова слепа посвећеност том схватању, упркос томе што није било опште прихваћено и оспоравано је од стране неистомишљеника, подстакла је коришћење овог термина.
Шовинизам се проширио у односу на своју првобитну употребу да би обухватио фанатичну посвећеност и неприкладну наклоност било којој групи или циљу којем појединац припада, поготово када такво груписање подразумева предрасуде или непријатељство према странцима или ривалским групама и опстаје чак и када је суочено са снажном опозицијом. Овај француски став налази своју паралелу у британском термину џингоизам који је задржао значење шовинизма у свом оригиналном смислу; а то је, став ратоборног национализма.
У савременом енглеском, ова реч се у неким квартовима користи као скраћеница за мушки шовинизам, тај тренд је приказан у речнику Маријам Вебстер у коме описује трећи пример употребе термина шовинизам као „став да су припадници једног пола увек бољи од припадника другог пола“.

## Шовинизам као национализам
Политички теоретичар Хана Арент је 1945. описала концепт шовинизма на следећи начин:
Шовинизам је скоро природни производ националног концепта, јер директно произлази из старе теорије „националне мисије“. Мисија нације може прецизније да се протумачи као доношење просветљења другим, мање срећним народима који су, из било ког историјског разлога, неким чудом остали без своје националне мисије. Док год се овај концепт није претварао у идеологију шовинизма и док је остајао у нејасним оквирима националног, па чак и националистичког поноса, често је резултовао високим осећајем одговорности за благостање мање напредних нација.

## Мушки шовинизам
Мушки шовинизам представља веровање да су мушкарци супериорнији од жена. Прво документовано коришћење овог израза налазимо у делу До дана када не умрем (Till the Day I Die) Клифорда Одета (Clifford Odets) у 1935. години.

### На радном месту
Драматичним успоном учествовањем жена током Другог светског рата равнотежа радне снаге се променила, будући да су мушкарци напустили своје позиције како би ишли у војску и борили се у рату. Мушки шовинизам је, према Синтији Б. Лојд (Cynthia B. Lloyd), почео да расте након завршетка рата када су се мушкарци вратили како би нашли посао на својим радним местима. Како каже Лојд, пре тога су мушкарци били главни извор радничке снаге, те су стога очекивали да се врате својим претходним пословима, али су жене заузеле многе њихове позиције како би попуниле празнину.
Лојд и Мајкл Корда (Michael Korda) су утврдили да су се мушкарци, чим су поново постали радна снага, претежно вратили на своје позиције власти док су жене радиле као њихове секретарице где су најчешће писале диктате и одговарале на телефоне. Они (Лојд и Корда) су такође утврдили да је подела рада била усвојена и очекивана, и да су се жене најчешће осећале немоћно да оспоре своје позиције или супериорније мушкарце.

### Узроци шовинизма
Неки шовинизам виде као утицајан фактор у психолошком тесту личности – Тесту тематске аперцепције (TAT). Током унакрсног испитивања, TAT због својих питања показује тенденцију ка шовинистичком подстицају и за жене има „потенцијал за неповољне клиничке процене“. Студије, које се често наводе, и које су спроведене 1976. године од стране Шервина Вудса (Sherwyn Woods) покушавају да пронађу основне узроке мушког шовинизма.
Мушки шовинизам је проучаван у психоаналитичкој терапији коју је сачињавало 11 мушкараца. Односи се на одржавање учвршћених веровања и ставова мушке супериорности, повезано са отвореним и прикривеним непоштовањем жена.  Изазивање ставова шовиниста често доводи до анксиозности или других симптома.  Често се не истражује у психотерапијама зато што је егоистично, паралелно са ставом културе, и због тога што терапеути често деле сличне склоности и неуротичне конфликте.  За мушки шовинизам се открило да представља покушај да се избегне анксиозност и стид који проистичу из једне или више од три главна извора: нерешене инфантилне тежње и регресивне жеље, непријатељске зависти од  жене и моћи, као и зависности сукоба које је повезано са мушким  самопоуздањем. Мајке су биле важније од очева у развоју мушког шовинизма, а резолуција је некада била повезана са  декомпензацијом жена.

## Женски шовинизам
Појам женски шовинизам је усвојен од стране критичара неке врсте или неког аспекта феминизма; феминисткиња Бети Фридан (Betty Friedan) је значајан пример. Еријел Леви (Ariel Levy) је користила овај термин у сличном, али другачијем смислу у својој књизи Женске шовинистичке свиње (Female Chauvinist Pigs) у којој тврди да многе младе жене у Сједињеним Америчким Државама и шире имитирају мушки шовинизам и стереотип мизогиније.